# Truda Braun-Šaban
Truda pl. Braun-Šaban (Zagreb, 16. kolovoza 1909. – Zagreb, 25. travnja 1948., hrvatska umjetnica
Po ocu je podrijetlom iz stare štajerske plemenitaške obitelji, a majka joj je bila Terezija iz poznate obitelji Florschütz. (Srećko Florschütz arhitekt i umjetnik, Vatroslav Florschütz osnivač bolnice u Osijeku i kirurške metode liječenja lomova donjih ekstremiteta tzv."Balkanska metoda" i dr.). Već u srednjoj školi pokazala je izuzetnu umjetničku nadarenost, koju je (otac joj je rano umro) poticao njen ujak Srećko. Slikarstvo je studirala na Akademiji u Münchenu (1928. – 1932.), te u Firenci i Rimu. Iako je fresko slikarstvo i fizički i umjetnički vrlo zahtjevno oslikala je crkvu sv. Mirka (predvorje i oltarski prostor) u Šestinama i crkvu sv. Obitelji u Zagrebu. Radila je realistički najviše portrete poznatih osoba (Dragutin Domjanić, Nikola Faller, Frane Bulić, Rudolf Matz i dr.), svoje obitelji (majke, bake, sestrični, malih nećakinja) kao i zanimljivih neimenovanih stranaca. Izradila je i nekoliko autoportreta, te portret svog supruga Ladislava Šabana, poznatog pijanista, pedagoga i muzikologa. Slikala je i pejzaže poglavito iz okolice Zagreba, koji se ističu svježom i bogatom paletom boja. Samostalno je izlagala u Zagrebu i Stutgartu, a sudjelovala je na kolektivnim izložbama u Beču, Grazu i Sarajevu. Restaurirala je i oltarne slike u crkvama, između ostalog u Pregradi i Pleterju. Umrla je iznenada u 40. godini života u naponu umjetničke i stvaralačke snage.